# Девекки, Хосе
Хосе Антонио Девекки (исп. José Antonio Devecchi; родился 3 апреля 1995 года в Корриентес, Аргентина) — аргентинский футболист, вратарь клуба «Сан-Лоренсо», на правах аренды выступающий за «Атлетико Сармьенто».

## Клубная карьера
Девекки — воспитанник клуба «Сан-Лоренсо». 23 августа 2015 года в матче против «Архентинос Хуниорс» он дебютировал в аргентинской Примере. Также Девекки сыграл один матч в розыгрыше Кубка Аргентины 2014/15 против «Атлетико Рафаэлы».

## Международная карьера
В начале 2015 года Хосе в составе молодёжной сборной Аргентины выиграл молодёжный чемпионат Южной Америки в Уругвае. На турнире он сыграл в матче против команды Парагвая.
Летом того же года Девекки в составе сборной принял участие в молодёжном чемпионате мира в Новой Зеландии. На турнире он был запасным и на поле не вышел.

## Достижения
Международные
 Аргентина (до 20)
- Чемпионат Южной Америки по футболу среди молодёжных команд — 2015